# محمد طاهر الكردي

غلاف مصحف مكة بخط محمد طاهر الكردي، كتبه عام 1369هـ.

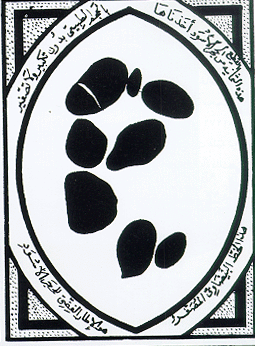
رسم يدوي للحجر الأسود بيد الكردي، بعد أن وضع ورقة على الحجر ورسمها بنفس حجمها الحقيقي، غُرَّة ربيع الأول 1376هـ.

محمد طاهر الكُردي (1321- 1400 هـ / 1903- 1980 م) هو عالم ومفسِّر وفقيه شافعي سعودي، وشيخ أزهري، مؤرِّخ وخطاط، وأديب شاعر، ولد في مكة وهو أربيلي الأصل، اشتَهَر بكتابته مصحف مكة المكرمة. وله أكثرُ من أربعين كتابًا في القرآن الكريم وتفسيره ورسمه، وفي تاريخ مكة وبعض معالمها، وفي الخطِّ العربي وفنونه وأدواته.

## ولادته وتحصيله
ولد محمد طاهر بن عبد القادر (شازمان) بن محمود الكُردي في مكة المكرمة، عام 1321هـ/ 1903م، وفيها نشأ، وهو يرجع في أصله إلى مدينة أربيل في العراق، انتقل والدُه منها إلى مكة لمجاورة البيت الحرام.
تلقَّى علومَه في مدرسة الفلاح بمكة أول افتتاحها، وتخرَّج فيها وأتمَّ دراسته عام 1339هـ، ثم مضى به أبوه إلى الأزهر الشريف لينهلَ من مَعين علمائها عام 1340هـ/ 1922م، فمكث بمصرَ سبع سنين. والتحقَ هناك بمدرسة تحسين الخطوط العربية الملَكية، فكان يدرُس في الصباح في الأزهر وفي المساء في مدرسة الخطوط، وحصل منها على شهادة دبلوم عام 1343هـ/ 1925م، فبرَع وأتقن واشتهر بالخطَّاط فيما بعد، وعكف سنوات على دراسة فنِّ التذهيب.
وزار العراق سنة 1365هـ/ 1946م، ولقي خطَّاطيها فأفاد منهم وأفادوا منه، ونزل في أربيل على خاله عبد الغفور الجلبي.

## شيوخه

#### في الشريعة
- محمد بخيت المُطيعي
- يوسف الدِّجْوي
- محمد السملوطي
- عبد الفتاح الطلاوي
- محمد العزي
- محمد الحلبي
- محمد حبيب الله الشِّنقيطي[8]

#### في الخط
- عبد العزيز الرفاعي
- محمد إبراهيم الأفندي
- علي بدري
- محمد غريب العربي
- محمد رضوان[6]

## وظائفه وأعماله
عمل موظفًا بالمحكمة الشرعية الكبرى عام 1348هـ/ 1930م، ثم مدرِّسًا بمدرسة الفلاح بجُدَّة أربع سنين من 1349 إلى 1353هـ. ووضع لطلَّابه كراريسَ في خطِّ الرُّقعة باسم "كُرَّاسة الحرَمَين" في سبعة أعداد. ثم سافر إلى القاهرة مرَّة أُخرى فأقام فيها سنة، وانتقل إلى الإسكندرية وأقام فيها سنة أيضًا، وفي هاتين السنتين طبع بعض كراريسه في الخطِّ وبعض كتبه، وتردَّد إلى دُور الكتب وخَزائنها لجمع معلوماتٍ لكتابه "تاريخ الخط العربي وآدابه".
وبعد عودته من مصر عام 1355هـ رجع إلى العمل في مدرسة الفلاح بجُدَّة مدَّة قصيرة، ثم اختارته مديرية المعارف للتدريس في المدرسة السعودية الابتدائية بمكة، ثم مدرسة العزيزية الابتدائية. وعُيِّن مديرًا لمدرسة تحسين الخطوط والآلة الكاتبة عند إنشائها، مع عمله خطَّاطًا بمديرية المعارف.
اختير عضوًا في اللجنة التنفيذية لتوسعة وعِمارة المسجد الحرام عام 1375هـ، ثم رئيسَ قسم التأليف والآثار التاريخية لمكتب مشروع التوسعة. واستمرَّ في عمله هذا حتى إحالته على التقاعد نزولًا عند رغبته عام 1383هـ.
وله عددٌ كبير من التلاميذ أخذوا عنه الخطَّ وأجازهم بأنواع الخطوط، من أشهرهم الخطاطُ العراقي وليد الأعظمي، ويوسف ذُنُّون، ويحيى سلوم عباس، ومحمد صالح المَوصِلي.

## مآثره
نال عددًا من المآثر والمفاخر، من ذلك:
- كتابته (مصحف مكة المكرَّمة).
- مشاركته في وضع الحجر الأساسي لتوسعة الحرم الشريف.
- مشاركته في وضع الإطار الفضي للحجر الأسود.
- مشاركته في الإشراف على ترميم الكعبة الشريفة وتجديد سقفها.[4]
- رسمه لوحة نادرة لمقام إبراهيم عليه السلام لم يسبق لأحد أن قام بها، طُبعت عام 1382هـ.
- كتابته آية الكرسي على بيضة دجاجة واحدة.[6]
- كتابته سورة الإخلاص على حبة قمح واحدة، مع البسملة والتاريخ.
- كتابته سورة الكوثر على حبة قمح واحدة، مع البسملة والتاريخ.
- كتابته على حبة قمح واحدة: البسملة وقوله تعالى: (إنا فتَحنا لكَ فتحًا مُبينًا ليغفِرَ الله لكَ ما تقدَّم من ذَنبِكَ وما تأخَّر).
- كتابته على حبة أرز واحدة: (مُهداة إلى جلالة ملك المملكة العربية السعودية الملك عبد العزيز الأول).
- كتابته على حبة أرز واحدة: (كتبَ هذه الحبوبَ محمد طاهر الكُردي المكي الخطَّاط سنة 1355).
- كتابته على بيضة دجاجة تسع سور من القرآن؛ من أول سورة الضحى إلى آخر سورة القارعة، مع اسم الملك عبد العزيز واسمه هو والتاريخ.

وقد أهدى هذه الحبوبَ وبيضة الدجاجة إلى الملك عبد العزيز عام 1355هـ، فسُرَّ بها جدًّا وشكره وأكرمه.

## مصحف مكة

نموذج من مصحف مكة بخط محمد طاهر الكردي

تبنَّى فكرةَ طباعة مصحف في مكة مجموعةٌ من الأساتذة والوجهاء هم: الشيخ إبراهيم سليمان النوري المدرِّس في الحرم المكي، والمؤرِّخ محمد علي مغربي، والشيخ التاجر عبد الله محمد سالم باحمدين، وكلَّفوا محمد طاهر الكُردي كتابةَ المصحف الشريف، فمكث ثلاثة أعوام عاكفًا على نسخ مصحف بولاق المِصري، برسم موافق لرسم المصحف الإمام مصحف أمير المؤمنين عثمان بن عفان، كتبه بخطِّ النسخ بقراءة حفص عن عاصم، وفرَغ منه عام 1362هـ/ 1943م. ثم أُنشئت لجنة بأمر الحكومة السعودية لمراجعة المصحف، تألفت من شيخ القرَّاء بمكة أحمد حامد التيجي، وإمام الحرم المكي عبد الظاهر أبو السمح، وعضوين من وِزارة المعارف هما الشيخ إبراهيم سليمان النوري، ومحمد بن أحمد شطا أول سعودي يحصل على الدكتوراه في التربية والآداب من مصر. ولمَّا انتهت المراجعة عُرض المصحفُ على شيخ قرَّاء الديار المصرية علي بن محمد الضبَّاع؛ ليكونَ معتمدًا في العالم الإسلامي.
ثم عُرضَت النسخة الخطية على الأمير فيصل بن عبد العزيز نائب الملك عبد العزيز آل سعود في الحجاز يومئذ، فسُرَّ بها، وعرضها على والده الملك عبد العزيز عام 1367هـ، فأقرَّ طباعتها، وأُنشئت شركةٌ لذلك باسم شركة مصحف مكة المكرَّمة، بحي الشبيكة في مكة، بإدارة عبد الله باحمدين، اقتنت آلات طباعة أمريكية لطباعة المصحف بأحجام مختلفة، ثم عقدت اتفاقًا مع مهندسين قدِموا لتركيبها. وصدرت الطبعة الأولى من المصحف بنجاح عام 1369هـ/ 1949م، وكُتب على غلافه: (مصحف مكة المكرَّمة، كتبه محمد طاهر الكُردي المكي الخطَّاط بالمعارف العامَّة بمكة المكرَّمة، طُبع على نفقة شركة مصحف مكة المكرَّمة في عهد صاحب الجلالة الملك عبدالعزيز آل سعود). وأُهديت النسخةُ الأولى منه إلى الملك عبد العزيز، ونُسَخٌ أُخرى إلى وليِّ عهده الملك سعود، وإلى كبار العلماء. وقال الخطاط الكُردي حين طُبع المصحف: إن أعظمَ شيء عمله هو كتابتُه لمصحف مكة المكرمة، ويرجو الله تبارك وتعالى أن يجعلَه عملًا مبرورًا خالصًا لوجهه الكريم، وأن يتقبَّل الأعمال.
وانتشرت نسَخُ مصحف مكة في السعودية وسائر بلاد الإسلام، وكان أولَ مصحف يُطبع في عهد المملكة العربية السعودية. وقد طُبعت منه آلافُ النسخ في مكة، وكان الحُجَّاج والمعتمرون يحملونه معهم إلى أوطانهم على مدار أكثرَ من ثلاثة عقود من الدهر. وبقي مشهورًا متداولًا حتى إنشاء مجمَّع الملك فهد لطباعة المصحف الشريف، وطباعة مصحف المدينة الذي خطَّه الخطاط السوري عثمان طه، ووُزِّعت منه ملايينُ النسخ في أرجاء العالم.
وثَمَّ رواية أُخرى لقصَّة مصحف مكة ذكرها المؤرِّخ محمد علي مغربي في كتابه "أعلام الحجاز"، ومُفادها أن محمد طاهر الكُردي رغب في كتابة مصحف شريف بخطِّه، وعرض فكرته هذه على الشيخ الأديب محمد سرو الصبَّان، فأيده وشجَّعه، واقترح عليه أن يكتبَ القرآن بيده ويُهدي النسخة الخطية إلى الملك عبد العزيز، ولقيت الفكرة القَبول لدى الكُردي لكنَّه اقترح أن يُطبعَ المصحفُ طباعة ليعُمَّ النفعُ به، فجلب له الشيخ الصبَّان مطبعة خاصَّة لطباعة مصحفه.

## مؤلفاته
خلَّف أكثر من 40 كتابًا من أشهرها:
1. التفسير المكي، في 30 جزءًا، وقد حققه واعتنى به الشيخ مجد مكي في 10 مجلدات.
2. زهرة التفاسير، حققه الشيخ مجد مكي.[14]
3. رسالة في حفظ التنزيل من التغيير والتبديل.
4. تاريخ القرآن وغرائب رسمه وحُكمه،[22] صدر بتحقيق الشيخ د. أحمد عيسى المعصراوي شيخ عموم المقارئ المصرية.
5. المقارنة بين خطِّ المصحف العثماني واصطلاحنا في الإملاء.
6. الاستحسان في وضع علامات الترقيم في القرآن.
7. التاريخ القويم لمكَّة وبيت الله الكريم، في 6 أجزاء، ضمَّنه صورًا وخرائط.[5]
8. منظومة في بناء الكعبة المشرَّفة، 352 بيت.[4]
9. مقام إبراهيم عليه السلام.
10. شرح وتعليق على "الإعلام بأعلام بيت الله الحرام"، لقطب الدين الحنفي محمد بن أحمد النُّهْرُوالي (ت 990 هـ)
11. حُسن الدُّعابة فيما ورد في الخطِّ وأدوات الكتابة.
12. تاريخ الخط العربي وآدابه،[23] طُبع في القاهرة عام 1358هـ/ 1939م.
13. رسالة في الدفاع عن الكتابة العربية في الحروف والحركات.
14. مجموعة الحرمين، كُرَّاسات في تعليم الخط.
15. نفحة الحرمين في تعليم خطَّي النسخ والثلث.
16. إرشاد الزُّمرة لمناسك الحجِّ والعُمرة على مذهب الإمام الشافعي.[5]
17. تُحفة العِباد في حقوق الزوجين والوالدين والأولاد.
18. تراجم من لهم قوَّة الحافظة.
19. مختصر المصباح والمختار في اللغة.[24]
20. استحالة الإقامة في القمر والكواكب.
21. النسب الطاهر الشريف.[4]
22. عيش رسول الله صلى عليه وسلم وأصحابه الكرام.
23. الأحاديث النبوية في الآداب الدينية والتربية الإسلامية.
24. تبرُّك الصحابة بآثار رسول الله صلى الله عليه وسلم وفضله.[25]
25. رسالة انتقال رسول الله صلى الله عليه وسلم  إلى الرفيق الأعلى.
26. الهندسة المدرسية.
27. الموعظة الحسنة في عدم اليأس والصبر والتفويض.[24]
28. حُسن البساط في ديوان محمد طاهر كُردي الخطَّاط.
29. بدائع الشعر ولطائف الفن (مخطوط)، أهداه لدار الكتب المصرية في القاهرة.[5]
30. الأدعية المختارة.
31. دعاء عرفة.[6]

## كتب عنه
- محمد طاهر الكُردي الخطَّاط: حياته وآثاره، أحمد علي الكاظمي، وعبد اللطيف بن دهيش.[4]
- أعلام المكِّيين من القرن التاسع إلى القرن الرابع عشر الهجري، عبد الله المعلِّمي.
- الجواهر الحِسان في تراجم الفضلاء والأعيان من أساتذة وخُلَّان، زكريا بيلا.
- أعلام الحجاز، محمد علي مغربي.[6]

## قالوا عنه
- وصفه صهرُه الشيخ الدكتور عبد الوهَّاب أبو سليمان عضو هيئة كبار العلماء بالسعودية بقوله: «اشتهر محمد طاهر الكردي رحمه الله بعفَّة النفس، والاعتزاز والكرم والسخاء، مع حدَّة في الطبع».[12]
- وأثنى عليه تلميذُه الخطَّاط العراقي يوسف ذُنُّون المَوصِلي: «الحق أن مدرسة الخطاط محمد الكردي الحجازية تعد من الركائز الأساسية التي بعثت الحياةَ في فنون الخطِّ والزخرفة في البلاد العربية أوائل هذا القرن، بعد أن أصابها ركودٌ في القرون السابقة. وقد استفاد المرحوم محمد طاهر من هذه الدراسة فائدةً جعلت منه الخطاطَ الأول في الحجاز حينما عاد إليها سنة 1384هـ، وفي عام 1365هـ قدِمَ إلى العراق فمرَّ ببغداد والتقى خطَّاطيها».[12]
- وكتب صديقُه المؤرِّخ محمد علي مغربي في كتابه "أعلام الحِجاز" في ترجمته له: «كان الكردي مدرِّسًا للخطِّ العربي في مدارس مكة، بل هو الأستاذُ الأول في مدارسها، وله كراريسُ "مناهج الخط" مطبوعة.. التي كانت توزَّع على التلاميذ ضمن الكتب المدرسية، لينسجوا على مِنوالها في تعلُّمهم لفنِّ الخط. وقد بلغ من إتقان الشيخ محمد طاهر لفنون الخط، أنه كان يكتب بعضَ قصار السور مثل سورة الإخلاص، على حبَّة من الأرز، أهداني بعضَ هذه الحبَّات من الأرز المكتوب عليها بعضُ قصار السور. وهو ليس خطاطًا وحسب، بل هو عالم من علماء تاريخ الخطوط العربية والنقوش القديمة، سواء كانت صورًا أو كتابات، وكانت هذه المعلوماتُ الغزيرة التي حوتها عقلية هذا العبقري في الخط العربي بالقراءة المنهجية وكذا الحرَّة للخط، التي كانت متناثرةً في كتب التراث العربي.. وقد ألف منذ وقت مبكِّر كتابًا نفيسًا وفريدًا عن الخط العربي الموسوم "تاريخ الخط العربي وآدابه"، وقد نشره عام 1357هـ/ 1939م، وهو مرجعٌ لكل من أراد تاريخ الخط العربي، ويقول عنه المؤرِّخ العراقي علي جواد الطاهر في كتابه "معجم المطبوعات": إنه كتاب تاريخي اجتماعي أدبي».[18]

## أسرته
لمحمد طاهر الكردي من الأولاد ابنٌ اسمه عبد الرحمن، وثلاثُ بنات، الكبرى فاطمة زوجها الدكتور عبد الوهَّاب أبو سليمان، وباقي بناته كوثر، ومصباح زوجها عادل أسعد سندي.
وله أخٌ شقيق هو الشيخ محمد مكي الكُردي، كان عسكريًّا في وِزارة الدفاع السعودية، وهو والد الدكتور أسامة محمد مكي الكُردي عضو مجلس الشورى السعودي.

## وفاته
توفي محمد طاهر الكُردي في مستشفى بخش بجُدَّة، فجر يوم الاثنين 23 ربيع الآخر 1400هـ الموافق 10 مارس (آذار) 1980م، ودُفن بالمعلاة بمكة المكرمة.

## الملاحظات
1. ↑  ورد في أحد المنشورات أن الشيخ الكردي وُلد في أربيل، وهو خطأ! صوابه أنه وُلد بمكة المكرَّمة، وقد صرَّح بذلك تصريحًا في كتابه "التاريخ القويم" 1/ 27.
2. ↑  في "تتمة الأعلام" لمحمد خير رمضان يوسف، وبعض المصادر الأُخرى: ولد الكردي عام 1321هـ/ 1900م! ولا يتفق التاريخان، والراجح في التاريخ الميلادي عام 1903م.
3. ↑  في كتاب "حياة الأمجاد من العلماء الأكراد": بدأ بكتابة المصحف عام 1946، وأتمَّه عام 1950!

## وصلات خارجية
- الخط العربي | محمد طاهر الكُردي
- قصة مصحف مكة المكرمة - الجزء الأول